# Turismo de parto en Hong Kong

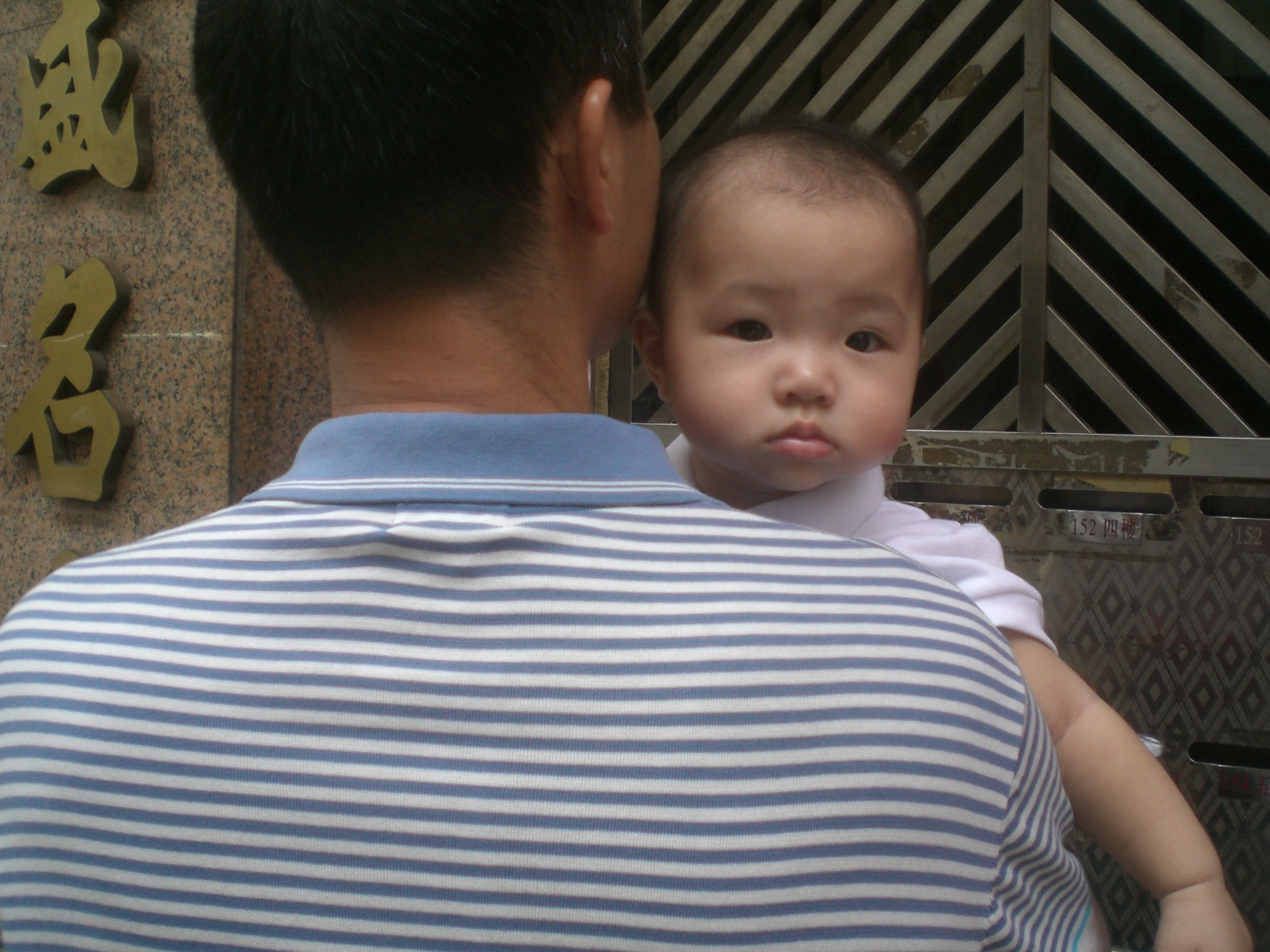
Padre sosteniendo a su bebé en Hong Kong.

Los bebés ancla de Hong Kong (en chino, 雙非嬰兒) son los infantes nacidos en Hong Kong cuyos padres (generalmente provenientes de la China continental) no son residentes permanentes de Hong Kong.
Desde 2003, ha comenzado un Programa de visitas individuales dirigido a impulsar la economía de Hong Kong. Brinda una oportunidad a las mujeres embarazadas que visitan la ciudad desde la China continental para dar a luz a sus bebés en Hong Kong. Esto da a sus hijos al derecho de residencia en Hong Kong, así como a la oportunidad de beneficiarse del sistema educativo de Hong Kong.
Estas mujeres embarazadas utilizan los servicios obstétricos locales a través de formas legales (por ejemplo, nacimientos por reserva) o ilegales (por ejemplo, nacimientos A&E). La gran afluencia de mujeres chinas embarazadas que visitan Hong Kong puede causar escasez de recursos hospitalarios, lo que genera debate social en la ciudad autónoma.  Despectivamente se las denomina «langostas» (insecto que provoca plagas); «bebé ancla» (anchor baby) también se considera peyorativo. Más de 170 000 nuevos nacimientos fueron bebés ancla entre 2001 y 2011 en los cuales 32 653 nacieron en 2010.
El primer anuncio público de Leung Chun-ying sobre política como director ejecutivo electo fue imponer una cuota 'cero' a las madres de la China continental que dan a luz en Hong Kong. Además, Leung subrayó que podrían no obtener el derecho de residencia por su descendencia en la ciudad.